# Beccariella
Beccariella  es un género que se compone de al menos 30 especies de árboles de hoja perenne de la familia Sapotaceae, que se encuentra en todo el Pacífico en los trópicos y subtrópicos, principalmente de Indonesia y Malasia hasta el norte de Australia. 

## Descripción
Tienen hojas simples, coriáceas, por lo general elípticas y brillantes, que son básicamente de color verde profundo , pero a menudo teñidas de otros colores. Los tallos y las hojas contienen látex, que pueden causar una dermatitis irritante en algunas personas. Las flores se encuentran a pares o en grupos y son muy pequeñas; los frutos ovoides que les siguen, a veces, son más visibles .
Cultivo: son tolerantes a las heladas y prefieren condiciones cálidas y húmedas con el suelo húmedo rico en humus . Propagar a partir de semillas o esquejes.

## Especies
| Beccariella aylapi Beccariella azou Beccariella balansana Beccariella balitbitan Beccariella baueri Beccariella brevipedicellata Beccariella brownlessiana Beccariella celebica Beccariella cesati Beccariella chartacea Beccariella coriacea Beccariella crebrifolia Beccariella dubia Beccariella duclitan Beccariella firma Beccariella insignis Beccariella kingiana Beccariella lasiantha Beccariella laurifolia | Beccariella longipetiolata Beccariella lucens Beccariella meripilaceae Beccariella microcarpa Beccariella moluccana Beccariella novo-caledonica Beccariella papuanica Beccariella papyracea Beccariella pierre Beccariella queenslandica Beccariella rubicunda Beccariella schlechteri Beccariella sebertii Beccariella trailii Beccariella vieillardii Beccariella xerocarpa |